# Peipiaosteus
Peipiaosteus ist eine prähistorische Gattung von Strahlenflossern, die eng verwandt mit lebenden Stören und Löffelstören sind. Die Fossilien wurden in der Jiufotang-Formation, Pani Lake, Liaoning, China, einer Formation der frühen Kreidezeit gefunden.

## Vorkommen
Vor allem in den Jianshangou-Schichten der Yixian-Formation gehören die Fische zu den häufigsten Fossilien. Die Jiufotang- und Yixian-Formationen sind Untereinheiten der Jehol-Gruppe in der Provinz Liaoning und im Norden von Hebei. Die Jiufotang-Formation wird auf 120,3 (±0,7) Mio. Jahre (Aptium) datiert; die Yixian-Formation ist mit ca. 125-121 Mio. Jahren (Barremium – frühes Aptium) geringfügig älter.
An denselben Fundplätzen wurden auch noch der Löffelstör Protopsephurus liui, Fische der Gattung Lycoptera und verschiedene Vogelarten (Confuciornis, Liaoningornis), federtragende Dinosaurier (Sinosauropterix, Beipiaosaurus), sowie Säugetiere (Zhangheotherium, Jeholodens) gefunden.

## Merkmale
Peipiaosteus pani (Liu and Zhou, 1965) wurde zuerst aus der Jiufotang-Formation in der Nähe des Sees Pani in Liaoning beschrieben. Dieser Stör besitzt einen langen, spindelförmigen Körper und eine relativ kurze Rückenflosse, die etwas vor der Analflosse ansetzt. Die Körperlänge beträgt normalerweise etwa 15 bis 30 cm, kann aber auch 60 cm erreichen. Die Schnauze ist nicht vorspringend, auf den Kiefern sitzen keine Zähne, ein Operculum ist vorhanden, Schuppen entlang der Mittellinie sind vorhanden, die Bauchflossen stehen vor der Rückenflosse, die Schwanzflosse ist heterozerk, ein Dorsal-Caudal-Gelenk und Schuppen sind nicht ausgebildet und auf dem Schultergürtel sind Dentikel ausgebildet.

## Systematik

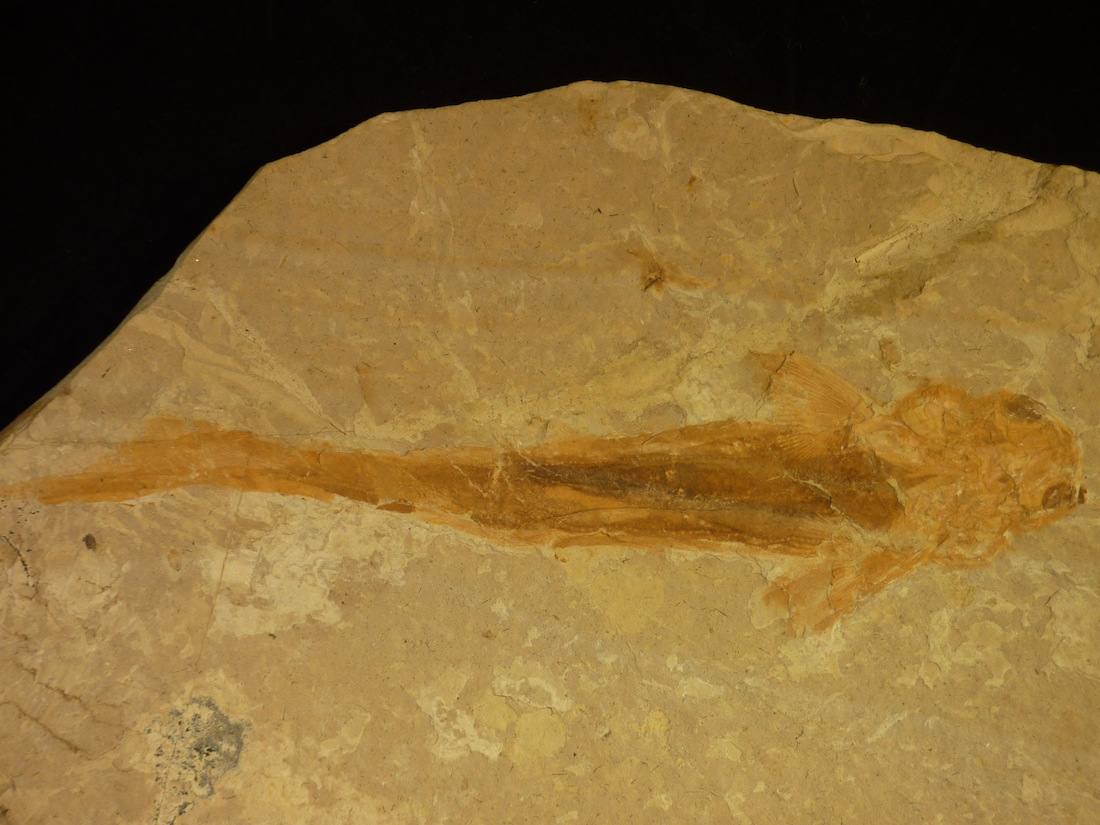
Peipiaosteus pani

Suborder †Peipiaosteoidei Grande & Bemis 1996
- Familie †Peipiaosteidae Liu & Zhou 1965
  -     - Genus †Gualolepis Lopez-Arbarello, Rogers & Puerta 2006

  - Unterfamilie †Spherosteinae Grande & Bemis 1996
    - Genus †Sphenosteus Jakovlev 1968
    - Genus †Yanosteus Jin et al. 1995

  - Unterfamilie †Peipiaosteinae Liu & Zhou 1965
    - Genus †Peipiaosteus Liu & Zhou 1965
    - Genus †Stichopterus Reis 1909

Mehrere Arten sind beschrieben:
- Peipiaosteus fengningensis Bai Yongjun, 1983
- Peipiaosteus pani Liu & Zhou 1965 (Typusart)
- Yanosteus longidorsalis